# Nicole C. Vosseler
Nicole C. Vosseler (* 30. Januar 1972 in Villingen-Schwenningen) ist eine deutsche Autorin.

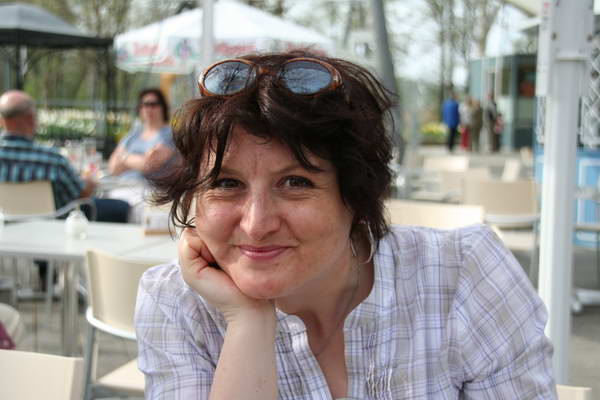
Nicole C. Vosseler (2010)

## Leben
Sie studierte nach dem Abitur Literaturwissenschaft und Psychologie in Tübingen und in Konstanz, wo sie heute lebt. Vosseler veröffentlicht auch unter den Pseudonymen Svea Lenz und Charlotte Wolf. Ihre Werke wurden in neun Sprachen (französisch, italienisch, litauisch, polnisch, rumänisch, russisch, serbisch, spanisch, tschechisch) übersetzt.

## Auszeichnungen
2007 wurde Vosseler für ihren Roman Der Himmel über Darjeeling mit dem Konstanzer Förderpreis in der Sparte Literatur ausgezeichnet. Der Roman Das Herz der Feuerinsel belegte den 3. Platz des DeLiA-Literaturpreises 2013.

## Werke
Belletristik
- Die Eisbaronin: Zu neuen Ufern. Goldmann, München 2021, ISBN 978-3-442-49150-6.
- Die Eisbaronin: Durch Sturm und Feuer. Goldmann, München 2020, ISBN 978-3-442-48931-2.
- Die Hüterin der verlorenen Dinge. HarperCollins Germany, Hamburg, 2019, ISBN 978-3-959-67347-1.
- Die Eisbaronin: Bis ans Ende der Welt. Goldmann, München 2019, ISBN 978-3-442-48395-2.
- Die Farben der Erinnerung. Goldmann, München 2017, ISBN 978-3-442-48394-5.
- Der englische Botaniker. HarperCollins Germany, Hamburg 2017, ISBN 978-3-959-67103-3.
- Zeit der wilden Orchideen. Goldmann, München 2014, ISBN 978-3-442-48006-7.
- Das Herz der Feuerinsel. Goldmann, München 2012, ISBN 978-3-442-47796-8.
- Jenseits des Nils. Bastei-Lübbe, Köln 2012, ISBN 978-3-785-72447-7.
- Sterne über Sansibar. Bastei-Lübbe, Köln 2010, ISBN 978-3-785-72381-4.
- Unter dem Safranmond. Bastei-Lübbe, Bergisch Gladbach 2008, ISBN 978-3-785-72330-2.
- Der Himmel über Darjeeling. Bastei-Lübbe, Bergisch Gladbach 2006, ISBN 978-3-785-72243-5.
- Südwinde. Scherz, Frankfurt 2003, Fischer, Frankfurt 2007, ISBN 978-3-596-17465-2.

Jugendbücher
- Mariposa – Bis der Sommer kommt. cbj, München 2015, ISBN 978-3-570-15536-3.
- In dieser ganz besonderen Nacht. cbj, München 2013, ISBN 978-3-570-15534-9.
- Die Caravaggio-Verschwörung. Arena, Würzburg 2009, ISBN 978-3-401-06067-5.
- Der jüngste Spion der Königin. Arena, Würzburg 2009, ISBN 978-3-401-50110-9.
- Das Haus der Spione. Arena, Würzburg 2007, ISBN 978-3-401-06066-8.

unter dem Pseudonym Svea Lenz veröffentlicht
- Lebensträume. Ärztin einer neuen Zeit. Goldmann, München 2025, ISBN 978-3-442-49494-1.
- Die Stewardessen. Eine neue Freiheit. Goldmann, München 2022, ISBN 978-3-442-49164-3.
- Die Stewardessen. Bis zum Horizont. Goldmann, München 2022, ISBN 978-3-442-49165-0.

unter dem Pseudonym Charlotte Wolf veröffentlicht
- Das Vermächtnis Shivas. Ed. Fredebold, Köln 2010, ISBN 978-3-939-67416-0.